# Dmitrij Mamin-Sibiriak
Dmitrij Narkisowicz Mamin-Sibiriak (ros. Дми́трий Нарки́сович Ма́мин-Сибиря́к; ur. 6 listopada 1852, zm. 15 listopada 1912) – rosyjski pisarz. Autor powieści społeczno-obyczajowych głównie o burżuazji uralskiej: Milionowy spadek 1883 (wydanie polskie w 1960), Górskie gniazdo 1884 (wydanie polskie w 1961), Złoto 1892 (wydanie polskie w 1955). Pisał też bajki i opowiadania dla dzieci (liczne polskie przekłady).
Pochowany w Petersburgu na Literackich Mostkach Wołkowskiego Cmentarza.

## Literatura
- T. KLIMOWICZ: Dmitrij Mamin-Sibiriak. Problemy naturalizmu w literaturze rosyjskiej, Wrocław 1979.
- D. N. Mamin-Sibiriak O zającu Chwalipięcie, przeł. z jęz. ros. Maria Kowalewska, Instytut Wydawniczy "Nasza Księgarnia", Warszawa 1952.